# マニー・ピーニャ
マニュエル・エリアス・ピーニャ・レイエス（Manuel Elías Piña Reyes, 1987年6月5日 - ）は、ベネズエラのララ州バルキシメト出身のプロ野球選手（捕手）。右投右打。現在は、フリーエージェント（FA）。愛称はピネポウ。

## 経歴

### プロ入りとレンジャーズ傘下時代
2005年にテキサス・レンジャーズと契約。契約後、ルーキー級アリゾナリーグ・レンジャーズでプロデビュー。27試合に出場して打率.247、10打点、2盗塁を記録した。
2006年もルーキー級アリゾナリーグ・レンジャーズでプレー。14試合に出場して打率.244、3打点を記録した。
2007年はA級クリントン・ランバーキングスでプレーし、86試合に出場して打率.228、1本塁打、23打点の成績を残した。
2008年はA+級ベーカーズフィールド・ブレイズとAA級フリスコ・ラフライダーズでプレーし、2球団合計で84試合に出場して打率.267、3本塁打、33打点、2盗塁を記録した。
2009年はAA級フリスコでプレーし、86試合に出場して打率.259、8本塁打、42打点、1盗塁を記録した。

### ロイヤルズ時代
2009年9月3日にダニエル・グティエレスとのトレードで、ティム・スミスと共にカンザスシティ・ロイヤルズへ移籍した。
2010年は傘下のAA級ノースウエストアーカンソー・ナチュラルズとAAA級オマハ・ロイヤルズでプレーし、2球団合計で91試合に出場して打率.259、9本塁打、49打点を記録した。
2011年、マイナーではAA級ノースウエストアーカンソーとAAA級オマハ・ストームチェイサーズでプレーし、2球団合計で71試合に出場して打率.239、5本塁打、28打点を記録した。7月31日にはメジャー契約を結んで40人枠入りし、8月3日のボルチモア・オリオールズ戦でメジャーデビュー。この年メジャーでは4試合に出場して打率.214を記録した。
2012年もマイナーではAA級ノースウエストアーカンソーとAAA級オマハでプレーし、2球団合計で49試合に出場して打率.278、5本塁打、25打点を記録した。この年メジャーでは1試合の出場にとどまった。9月2日にマイナー契約となった。
2013年もAA級ノースウエストアーカンソーとAAA級オマハでプレーし、2球団合計で86試合に出場して打率.228、7本塁打、38打点、1盗塁を記録した。なお、この年はメジャーでの出場はなかった。オフの11月4日にFAとなった。

### マリナーズ傘下時代
2014年1月17日にシアトル・マリナーズとマイナー契約を結び、同年のスプリングトレーニングに招待選手として参加することになった。シーズンでは傘下のAA級ジャクソン・ジェネラルズとAAA級タコマ・レイニアーズでプレーした。

### タイガース傘下時代
2014年6月11日に後日発表選手とのトレードで、デトロイト・タイガース へ移籍した。移籍後は傘下のAAA級トレド・マッドヘンズへ配属され、38試合に出場して打率.268、3本塁打、16打点、2盗塁を記録した。移籍前を含めた3球団合計では59試合に出場して打率.268、5本塁打、29打点、2盗塁を記録した。
2015年はAAA級トレドでプレーし、77試合に出場して打率.305、7本塁打、39打点、2盗塁を記録した。

### ブルワーズ時代
2015年12月10日、11月18日に行われたフランシスコ・ロドリゲスとのトレードの後日発表選手としてミルウォーキー・ブルワーズへ移籍した。
2016年は開幕から傘下のAAA級コロラドスプリングス・スカイソックスでプレーし、8月1日にメジャー契約を結んでアクティブ・ロースター入りした。この年は4年ぶりにメジャー復帰し、33試合に出場して打率.254、2本塁打、12打点を記録した。
2017年は開幕からメジャーに帯同してジェット・バンディや途中加入のスティーブン・ボートと併用されながら出場機会を得て、107試合に出場した。
2018年はボートが怪我で出場できないことにより正捕手となり、エリック・クラッツと併用された。
2019年は控え捕手として開幕を迎えた。5月16日にはハムストリングの怪我で故障者リストに入った。
2021年オフの11月3日にFAとなった。

### ブレーブス時代
2021年11月15日にアトランタ・ブレーブスと2年総額800万ドルの契約を結んだ。2024年の契約は400万ドルのチームオプションとなる。
2022年は4月25日に左手首の炎症により負傷者リスト入り。のちに左手首の靱帯と軟骨を損傷していることが分かり、残りシーズンを全て欠場することになった。この年の出場はわずか5試合だった。

### アスレチックス時代
2022年12月12日にブレーブスとブルワーズ、オークランド・アスレチックスとの3チーム間トレードで、カイル・マラー、フレディ・ターノック、ロイバー・サリナスと共にアスレチックスへ移籍した。
2023年はリハビリを経て7月4日にメジャーに昇格。4試合に出場したが、7月14日に負傷者リストに戻された。シェイ・ランゲリアーズやタイラー・ソーダーストロムなど若手捕手の台頭もあり以後は出番はなく、8月1日にDFAとなり、8月5日に自由契約となった。

## 詳細情報

### 年度別打撃成績
| 年 度    | 球 団    | 試 合 | 打 席 | 打 数 | 得 点 | 安 打 | 二 塁 打 | 三 塁 打 | 本 塁 打 | 塁 打 | 打 点 | 盗 塁 | 盗 塁 死 | 犠 打 | 犠 飛 | 四 球 | 敬 遠 | 死 球 | 三 振 | 併 殺 打 | 打 率 | 出 塁 率 | 長 打 率 | O P S |
| -------- | -------- | ----- | ----- | ----- | ----- | ----- | -------- | -------- | -------- | ----- | ----- | ----- | -------- | ----- | ----- | ----- | ----- | ----- | ----- | -------- | ----- | -------- | -------- | ----- |
| 2011     | KC       | 4     | 15    | 14    | 2     | 3     | 2        | 0        | 0        | 5     | 0     | 0     | 0        | 0     | 0     | 1     | 0     | 0     | 2     | 1        | .214  | .267     | .357     | .624  |
| 2012     | KC       | 1     | 2     | 2     | 0     | 0     | 0        | 0        | 0        | 0     | 0     | 0     | 0        | 0     | 0     | 0     | 0     | 0     | 0     | 0        | .000  | .000     | .000     | .000  |
| 2016     | MIL      | 33    | 81    | 71    | 4     | 18    | 4        | 0        | 2        | 28    | 12    | 0     | 1        | 0     | 0     | 10    | 0     | 0     | 15    | 2        | .254  | .346     | .394     | .740  |
| 2017     | MIL      | 107   | 359   | 330   | 45    | 92    | 21       | 0        | 9        | 140   | 43    | 2     | 0        | 1     | 3     | 20    | 0     | 5     | 79    | 8        | .279  | .327     | .424     | .751  |
| 2018     | MIL      | 98    | 337   | 306   | 39    | 77    | 13       | 2        | 9        | 121   | 28    | 2     | 0        | 1     | 4     | 21    | 3     | 5     | 62    | 13       | .252  | .307     | .395     | .702  |
| 2019     | MIL      | 76    | 179   | 158   | 10    | 36    | 8        | 0        | 7        | 65    | 25    | 0     | 0        | 0     | 1     | 16    | 1     | 4     | 50    | 1        | .228  | .313     | .411     | .724  |
| 2020     | MIL      | 15    | 45    | 39    | 4     | 9     | 1        | 0        | 2        | 16    | 5     | 0     | 0        | 0     | 0     | 3     | 0     | 3     | 11    | 0        | .231  | .333     | .410     | .744  |
| 2021     | MIL      | 75    | 208   | 180   | 27    | 34    | 6        | 0        | 13       | 79    | 33    | 0     | 0        | 0     | 1     | 22    | 0     | 5     | 38    | 4        | .189  | .293     | .439     | .732  |
| 2022     | ATL      | 5     | 17    | 14    | 1     | 2     | 0        | 0        | 0        | 2     | 2     | 0     | 0        | 0     | 1     | 1     | 0     | 1     | 1     | 0        | .143  | .235     | .143     | .378  |
| MLB：9年 | MLB：9年 | 414   | 1243  | 1114  | 132   | 271   | 55       | 2        | 42       | 456   | 148   | 4     | 1        | 2     | 10    | 94    | 4     | 23    | 258   | 29       | .243  | .313     | .409     | .722  |

- 2022年度シーズン終了時

### 年度別守備成績
捕手守備
| 年 度 | 球 団 | 捕手（C） | 捕手（C） | 捕手（C） | 捕手（C） | 捕手（C） | 捕手（C） | 捕手（C） | 捕手（C） | 捕手（C） | 捕手（C） | 捕手（C） |
| 年 度 | 球 団 | 試 合     | 刺 殺     | 補 殺     | 失 策     | 併 殺     | 守 備 率  | 捕 逸     | 企 図 数  | 許 盗 塁  | 盗 塁 刺  | 阻 止 率  |
| ----- | ----- | --------- | --------- | --------- | --------- | --------- | --------- | --------- | --------- | --------- | --------- | --------- |
| 2011  | KC    | 4         | 33        | 1         | 0         | 0         | 1.00      | 0         | 2         | 1         | 1         | .500      |
| 2012  | KC    | 1         | 4         | 0         | 0         | 0         | 1.000     | 0         | 0         | 0         | 0         | ----      |
| 2016  | MIL   | 17        | 105       | 15        | 1         | 1         | .992      | 0         | 18        | 13        | 5         | .278      |
| 2017  | MIL   | 102       | 721       | 52        | 6         | 7         | .992      | 4         | 59        | 38        | 21        | .356      |
| 2018  | MIL   | 92        | 720       | 45        | 4         | 6         | .995      | 2         | 49        | 29        | 20        | .408      |
| 2019  | MIL   | 53        | 350       | 15        | 6         | 1         | .984      | 2         | 28        | 21        | 7         | .250      |
| 2020  | MIL   | 13        | 117       | 7         | 0         | 2         | 1.000     | 0         | 9         | 4         | 5         | .556      |
| 2021  | MIL   | 65        | 511       | 27        | 3         | 1         | .994      | 3         | 37        | 26        | 11        | .297      |
| 2022  | ATL   | 5         | 50        | 2         | 0         | 0         | 1.000     | 1         | 2         | 1         | 1         | .500      |
| MLB   | MLB   | 352       | 2611      | 164       | 20        | 18        | .993      | 12        | 204       | 133       | 71        | .348      |

内野守備
| 年 度 | 球 団 | 一塁（1B） | 一塁（1B） | 一塁（1B） | 一塁（1B） | 一塁（1B） | 一塁（1B） | 三塁（3B） | 三塁（3B） | 三塁（3B） | 三塁（3B） | 三塁（3B） | 三塁（3B） |
| 年 度 | 球 団 | 試 合      | 刺 殺      | 補 殺      | 失 策      | 併 殺      | 守 備 率   | 試 合      | 刺 殺      | 補 殺      | 失 策      | 併 殺      | 守 備 率   |
| ----- | ----- | ---------- | ---------- | ---------- | ---------- | ---------- | ---------- | ---------- | ---------- | ---------- | ---------- | ---------- | ---------- |
| 2018  | MIL   | 1          | 0          | 0          | 0          | 0          | ----       | -          | -          | -          | -          | -          | -          |
| 2019  | MIL   | -          | -          | -          | -          | -          | -          | 1          | 0          | 0          | 0          | 0          | ----       |
| MLB   | MLB   | 1          | 0          | 0          | 0          | 0          | ----       | 1          | 0          | 0          | 0          | 0          | ----       |

- 2022年度シーズン終了時

### 表彰
- Topps ルーキーオールスターチーム（英語版）：捕手部門（2017年）

### 背番号
- 28（2011年 - 2012年、2023年）
- 9（2016年 - 2022年）